# Jan Reimers
Jan Reimers is een personage uit de Vlaamse soap Thuis. Jan Reimers, die gespeeld werd door Dirk Tuypens, maakte van 2003 tot 2004 deel uit van de serie.

## Fictieve biografie
Jans broer Maarten is bevriend met Joeri Verbist en op een feestje leert hij Joeri's zus Eva kennen. Jan is een charmante, attente man en Eva is net afgewezen door Werner. Eva en Jan beginnen een relatie. Eva wordt snel geïntroduceerd in Jans familie. Op aandringen van Mathilde treden Jan en Eva snel in het huwelijk. 
Maar Werner beseft opeens dat hij van Eva houdt en stoort de huwelijksceremonie. Uiteindelijk kiest Eva toch voor Jan en het huwelijk gaat door. Maar Jan is niet meer de charmante, attente man van vroeger en Eva wordt regelmatig het slachtoffer van huiselijk geweld. 
Later blijkt dat Eva zwanger is. Als blijkt dat het kind misschien van Werner is, wil Jan zelfmoord plegen. Maar hij wil niet de verkeerde persoon straffen: hij stampt het kind in Eva's buik dood en probeert Werner te wurgen in de stallen van Ter Smissen. Werner kan Jan overmeesteren en wurgt Jan zelf, en door de wurging van Werner sterft Jan op slag. 
Het kind blijft echter leven en Eva bevalt van een zoon, Nand. Werner is ervan overtuigd dat hij de vader is van het kind, maar het DNA-onderzoek bewijst dat Jan de vader was. Hij heeft zijn kind dus nooit geboren weten worden.
Jan is altijd de lievelingszoon geweest van zijn moeder. Zij heeft hem, ook na zijn dood, altijd verdedigd en voorgetrokken ten opzichte van zijn broer Maarten. Dat is de reden waarom Maarten zijn moeder heeft vermoord, plus het feit dat Maarten ontdekt dat zijn moeder zijn vader heeft vergiftigd en vermoord.